# Kestřánkova vila Marie
Kestřánkova vila Marie je významná plzeňská secesní stavba z roku 1898. Vila je situována na rohu Karlovarské třídy (Karlovarská tř. 70, čp. 451) a ulice Boženy Němcové. Byla navržena architektem Františkem Krásným v roce 1897 pro plzeňského sládka Karla Kestřánka, samotnou stavbu provedl Emanuel Klotz. Jméno nese po Kestřánkově manželce Marii roz. Pytlíkové.
Na samostatně stojící budově zaujme výrazná schodišťová věž v hlavním průčelí završená kupolí, fasáda věže je zdobena štukovým reliéfem Vyhnání z ráje. Na jihovýchodním nároží je umístěna plastika Plzeňský dudák od sochaře Jaroslava Maixnera. Zahrada kolem vily byla založena Josefem Sigmondem, manželem Kestřánkovy dcery Karolíny. Schodiště k hlavnímu vchodu od Karlovarské ulice bylo v letech 1977–1980 necitlivě ubouráno při rozšiřování silničního tahu na čtyři jízdní pruhy.